# نوگو (آرکانزاس)
نوگو (به انگلیسی: Nogo) یک منطقهٔ مسکونی در ایالات متحده آمریکا است که در آرکانزاس واقع شده‌است. نوگو ۵۲۶٫۰۹ متر بالاتر از سطح دریا واقع شده‌است.